# Яманаський університет
Яманасівський університет (яп. 山梨大学, やまなしだいがく; англ. University of Yamanashi) — державний університет у Японії. Розташований за адресою: префектура Яманасі, місто Кофу, квартал Такеда 4-4-37. Відкритий у 2002 році. Скорочена назва — На́сі-да́й (яп. 梨大, なしだい).

## Факультети
- Педагогічно-гуманітарний факультет (яп. 教育人間科学部)
- Медичний факультет (яп. 医学部)
- Інженерно-технічний факультет (яп. 工学部)

## Аспірантура
- Аспірантура загальної медично-технічної освіти (яп. 医学工学総合教育部)
- Педагогічна аспірантура (яп. 教育学研究科)
- Аспірантура загальних медично-технічних досліджень (яп. 医学工学総合教育部)